# 王音
王音（？—前15年），魏郡元城（今河北省大名县）人，西汉官员。

## 生平
王禁侄子，为御史大夫。他的堂兄王凤非常器重他，没有让自己的四弟王谭继承大司马之位。前22年，为大司马、车骑将军。前20年，封安阳侯。前15年正月己丑，王音去世，谥号敬。

## 家庭
- 父亲：王弘
- 母亲：□氏
- 妻子：□氏
- 儿子：王舜，儿媳：□氏